# Lioubov Roumiantseva
Lioubov Roumiantseva (russe : Любо́вь Румя́нцева, née le 18 avril 1943 à Piatigorsk (Kraï de Stavropol) et morte le 18 novembre 2020 à Minsk (Biélorussie), est une actrice de cinéma, de télévision et de théâtre soviétique puis biélorusse.

## Biographie
Elle est active au cinéma depuis 1959. Son rôle principal dans le film Ballade alpine (ru), tourné en 1965 au studio de cinéma Belarusfilm, lui apporte une renommée nationale et mondiale.
Depuis 1964, elle se produit sur la scène du théâtre dramatique de Moscou.
Elle est décédée le 18 novembre 2020 à Minsk.

## Filmographie partielle
- 1960 : La Berceuse (Колыбельная) de Mikhaïl Kalik
- 1965 : Ballade alpine (ru) (Альпийская баллада) de Boris Stepanov (ru)
- 1967 : Vie et ascension de Youras Bratchik (ru) (Житие и вознесение Юрася Братчика) de Vladimir Bytchkov (ru)
- 1968 : Annytchka (ru) (Аннычка) de Boris Ivtchenko
- 1977 : La Nuit de dimanche (ru) (Воскресная ночь) de Viktor Tourov
- 1976 : La Couronne de sonnets (ru) (Венок сонетов) de Valeri Roubintchik